# Mena Suvari
Mena Alexandra Suvari (Newport, Rhode Island, 13 de febrero de 1979) es una actriz, diseñadora de modas y modelo estadounidense. Poco después de comenzar su carrera como modelo, apareció en papeles de invitada en programas de televisión en los años 90 como Boy Meets World y High Incident.
Hizo su debut en el cine en el drama Nowhere (1997). Logró fama internacional por sus papeles como Angela Hayes en American Beauty y Heather Gardner en American Pie (ambas de 1999). Luego repitió su papel como Heather en American Pie 2 (2001) y American Reunion (2012). También apareció en Carrie 2: La ira (1999), Loser (2000), Sugar & Spice (2001), Spun (2002), Trauma (2004), en American Horror Story (2011&2018) y en la serie dramática de HBO Six Feet Under (2001-05).

## Biografía

### Infancia y juventud
Nació en la ciudad de Newport, en el estado de Rhode Island, en los Estados Unidos. Su madre, Candice, tiene ascendencia griega y trabaja como enfermera. Su padre, Ando Süvari, es psiquiatra y de ascendencia estonia. Tiene tres hermanos, de los cuales uno es miembro del ejército de los Estados Unidos.
La familia se mudó a la ciudad de Charleston (Carolina del Sur), donde sus tres hermanos se inscribieron en el colegio militar The Citadel. Suvari asistió a la escuela Ashley Hall en Charleston (Carolina del Sur), y más tarde al colegio Providence High School de Burbank (California), de donde se graduó en 1997.   
A los doce años inició su carrera de modelo, y apareció en un anuncio comercial para “Rice-A-Roni”, una marca de arroz estadounidense. Fue seleccionada por la agencia de modelos Wilhelmina Models de Nueva York, y trabajó durante cinco años, hasta que incursionó en el cine.

### Carrera cinematográfica

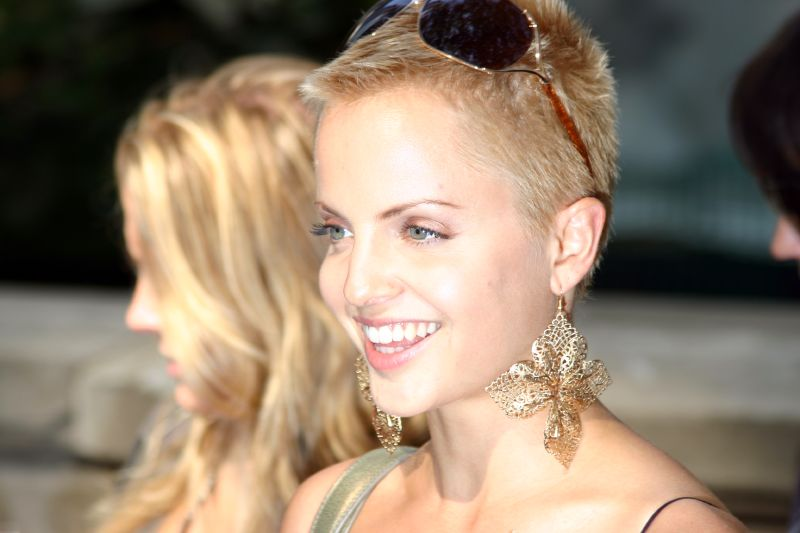
Mena Suvari en la semana de la moda de Mercedes-Benz en Nueva York, 2007

A los 16 años apareció en series de televisión como Boy Meets World y ER. En 1999, protagonizó Atomic Train, la aclamada American Beauty y la popular American Pie. Posteriormente, intervino en películas como Un perdedor con suerte (2000), El mosquetero (2001) y Spun (2002). Ha levantado polémica con unas imágenes de sexo en su última película, Stuck (2007), del director Stuart Gordon, película de serie B realizada para la pequeña pantalla.
Se casó el 4 de marzo de 2000 con el fotógrafo de cine de origen alemán Robert Brinkmann. Brinkmann era 18 años mayor que Suvari. Sin embargo, Suvari se separó legalmente de su marido el 24 de abril de 2005, alegando diferencias irreconciliables, por lo que se divorciaron en mayo del mismo año.
En octubre de 2008 anunció que se casaría en 2010 en una «gran y bonita boda tradicional italiana» con el productor musical Simone Sestito. Finalmente, el 26 de junio de 2010, contrajo matrimonio con Sestito en una ceremonia celebrada en una iglesia del Vaticano. Uno de los invitados reveló a la revista People que la boda fue «única y que la actriz estaba preciosa». Suvari aseguró que conocer a Simone le ayudó a superar su ruptura matrimonial con Robert Brinkmann, con quien estuvo casada seis años y de quien se divorció en 2005. Uno de los desafíos de su boda fue dar con el vestido de novia que tapase todos sus tatuajes por respeto a la familia religiosa de su ya marido: «Tenía que ser considerada con la familia de Simone y esconder todos mis tatuajes. En la familia de su madre hay incluso dos monjas católicas».
Finalmente, se separó de Sestito en 2012 tras dos años de matrimonio.
Suvari ha participado en el torneo World Poker Tour del Hollywood Home Games para recaudar fondos para la asociación caritativa Starlight Children's Foundation.

### Vida personal
Se casó el 4 de marzo de 2000 con el cinematógrafo alemán Robert Brinkmann, que era 17 años mayor que ella. El 24 de abril de 2005 le pidió el divorcio citando diferencias irreconciliables; el divorcio fue finalizado en mayo de 2005.
En 2007, Suvari comenzó a salir con el promotor italocanadiense Simone Sestito, al que conoció en el Toronto International Film Festival de ese año. Suvari y Sestito se comprometieron en julio de 2008 durante unas vacaciones en Jamaica. Se casaron el 26 de junio de 2010 en una capilla privada en Roma. El 13 de enero de 2012, Suvari le pidió el divorcio en Los Ángeles, citando diferencias irreconciliables, y la fecha del 1 de noviembre de 2011 como el día que se separaron. El divorcio fue finalizado en octubre de 2012.
A finales de 2017, Suvari se hizo vegana por razones éticas.
Suvari se casó por tercera vez con Michael Hope en octubre de 2018. En octubre de 2020 anunciaron que estaban esperando su primer hijo, un varón. Su hijo, Christopher Alexander Hope, nació en abril de 2021.

## Filmografía
| Cine        | Cine                                | Cine                                | Cine                                                 |
| Año         | Título                              | Rol                                 | Notas                                                |
| ----------- | ----------------------------------- | ----------------------------------- | ---------------------------------------------------- |
| 1997        | Kiss the Girls                      | Coty Pierce                         |                                                      |
| 1997        | Snide and Prejudice                 | Geli Raubal                         |                                                      |
| 1997        | Nowhere                             | Zoe                                 |                                                      |
| 1998        | Slums of Beverly Hills              | Rachel Hoffman                      |                                                      |
| 1999        | American Pie                        | Heather Gardner                     |                                                      |
| 1999        | Carrie 2: La ira                    | Lisa Parker                         |                                                      |
| 1999        | Atomic Train                        | Grace Seger                         |                                                      |
| 1999        | American Beauty                     | Angela Hayes                        |                                                      |
| 2000        | Loser                               | Dora Diamond                        |                                                      |
| 2000        | American Virgin                     | Katrina Bartalotti                  |                                                      |
| 2001        | The Musketeer                       | Francesca Bonacieux                 |                                                      |
| 2001        | American Pie 2                      | Heather Gardner                     |                                                      |
| 2001        | Sugar & Spice                       | Kansas Hill                         |                                                      |
| 2002        | Sonny                               | Carol                               |                                                      |
| 2002        | Spun                                | Cookie                              |                                                      |
| 2004        | Trauma                              | Charlotte                           |                                                      |
| 2005        | Standing Still                      | Lana                                |                                                      |
| 2005        | Edmond                              | Prostitute                          |                                                      |
| 2005        | Dicen por ahí...                    | Annie Huttinger                     |                                                      |
| 2005        | Domino                              | Kimmie                              |                                                      |
| 2005        | Beauty Shop                         | Joanne Marcus                       |                                                      |
| 2006        | Factory Girl                        | Richie Berlin                       |                                                      |
| 2006        | Caffeine                            | Vanessa                             |                                                      |
| 2006        | The Dog Problem                     | Jules                               |                                                      |
| 2006        | Final Fantasy VII: Advent Children  | Aerith Gainsborough (voz)           |                                                      |
| 2007        | Brooklyn Rules                      | Ellen                               |                                                      |
| 2007        | Stuck                               | Brandi Boski                        |                                                      |
| 2008        | Day of the Dead                     | Sarah Bowman                        |                                                      |
| 2008        | The Mysteries of Pittsburgh         | Phlox Lombardi                      |                                                      |
| 2008        | The Garden of Eden                  | Catherine Bourne                    |                                                      |
| 2010        | You May Not Kiss the Bride          | Tonya                               |                                                      |
| 2010        | No Surrender                        | Amelia Davis                        |                                                      |
| 2011        | Restitution                         | Heather                             |                                                      |
| 2012        | American Reunion                    | Heather Gardner                     |                                                      |
| 2012        | The Knot                            | Sarah                               |                                                      |
| 2014        | Don't Blink                         | Tracy                               |                                                      |
| 2014        | The Opposite Sex                    | Jane                                |                                                      |
| 2015        | Badge of Honor                      | Jessica Dawson                      |                                                      |
| 2016        | I'll Be Home For Christmas          | Jackie Foster                       |                                                      |
| 2017        | Becks                               | Daniel Powell & Elizabeth Rohrbaugh |                                                      |
| 2020        | What Lies Below                     | Michelle Wells                      |                                                      |
| 2021        | Locked In                           | Maggie                              |                                                      |
| 2023        | Fireflies at El Mozote              | Sarah                               |                                                      |
| 2023        | All You Need Is Blood (película)    | Vivian Vance                        |                                                      |
| 2024        | Reagan                              | Jane Wyman                          |                                                      |
| Televisión  |                                     |                                     |                                                      |
| Año         | Título                              | Rol                                 | Notas                                                |
| 1995–96     | Boy Meets World                     | Laura / Hillary                     | 2 episodios                                          |
| 1996        | Minor Adjustments                   | Emily                               | Episodio: «A Fish Story»                             |
| 1996        | ER                                  | Laura-Lee Armitage                  | Episodio: «Last Call»                                |
| 1996–97     | High Incident                       | Jill Marsh                          | 4 episodios                                          |
| 1997        | Chicago Hope                        | Ivy Moore                           | Episodio: «Sympathy for the Devil»                   |
| 1999        | Atomic Train                        | Grace Seger                         | Película para televisión                             |
| 2004        | Six Feet Under                      | Edie                                | 7 episodios                                          |
| 2006        | Orpheus                             | Sue Ellen                           | Película para televisión                             |
| 2008        | Sex and Lies in Sin City            | Sandy Murphy                        | Película para televisión                             |
| 2010        | Psych                               | Allison Cowley                      | Episodio: «Yang 3 in 2D»                             |
| 2011        | The Cape                            | Dice                                | Episodio: «Dice»                                     |
| 2011        | American Horror Story: Murder House | Elizabeth Short                     | 2 episodios                                          |
| 2013        | Chicago Fire                        | Isabelle Thomas                     | 7 episodios                                          |
| 2013        | Hollywood Game Night                | Ella misma                          | Episodio: «What's Cooking on Game Night»             |
| 2013        | Lakewood Plaza Turbo                | Enid / Ginger (voces)               |                                                      |
| 2015        | South of Hell                       | Maria Abascal / Abigail             | Elenco principal                                     |
| 2016        | Inside Amy Schumer                  | Ella misma                          | Episodio: «Psychopath Test»                          |
| 2016        | Justice League Action               | Killer Frost (voz)                  | Episodio: «Freezer Burn»                             |
| 2017        | American Ninja Warrior              | Ella misma                          | Episodio: «Celebrity Ninja Warrior for Red Nose Day» |
| 2017        | Psych: The Movie                    | Allison Cowley                      | Película para televisión                             |
| 2018        | American Woman                      | Kathleen                            | Elenco principal                                     |
| 2018        | American Horror Story: Apocalypse   | Elizabeth Short                     | Episodio: «Return To Murder House»                   |
| Videojuegos |                                     |                                     |                                                      |
| Año         | Título                              | Rol                                 | Notas                                                |
| 2006        | Kingdom Hearts II                   | Aerith Gainsborough                 |                                                      |
| 2016        | OK K.O.! Lakewood Plaza Turbo       | Enid                                |                                                      |

## Premios y nominaciones
| Año  | Premiación                  | Categoría                                                  | Trabajo         | Resultado |
| ---- | --------------------------- | ---------------------------------------------------------- | --------------- | --------- |
| 1999 | Online Film Critics Society | Mejor elenco                                               | American Beauty | Ganadora  |
| 2000 | Young Hollywood Awards      | Mejor elenco                                               | American Beauty | Ganadora  |
| 2000 | Screen Actors Guild         | Actuación excepcional de un elenco en una película         | American Beauty | Ganadora  |
| 2000 | BAFTA Awards                | Mejor actriz en un papel secundario                        | American Beauty | Nom       |
| 2005 | Screen Actors Guild         | Actuación excepcional de una actriz en una serie dramática | Six Feet Under  | Nom       |